# Monomontia krausi
Monomontia krausi is een hooiwagen uit de familie Triaenonychidae.